# PDP-11

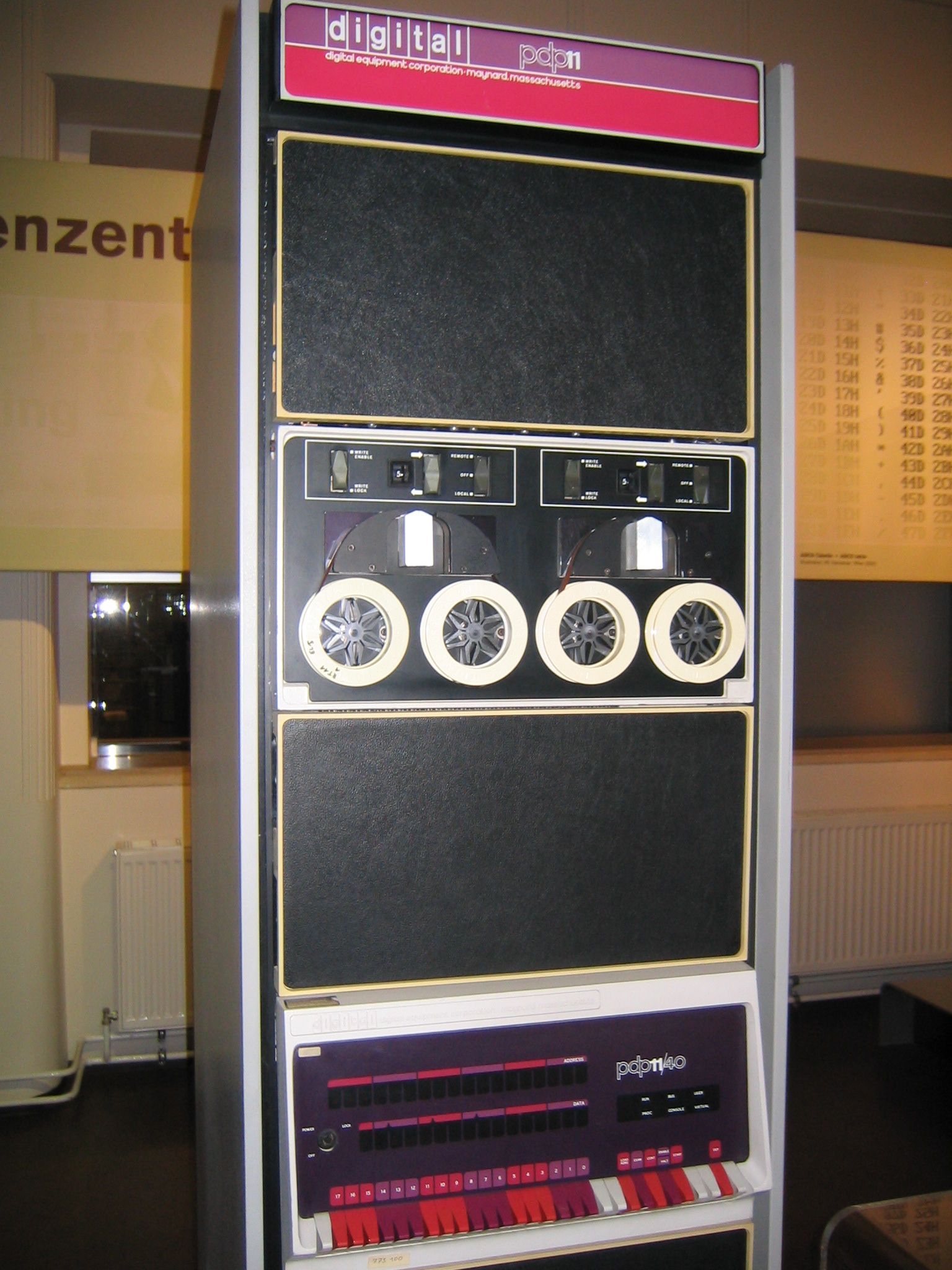
PDP-11/40

PDP-11 foi uma série de minicomputadores de 16 bits fabricada pela empresa Digital Equipment Corp. nas décadas de 1970 e 1980. Foi pioneira na interconexão de todos os elementos do sistema — processador, memória RAM e periféricos — a um único barramento de comunicação, bidirecional, assíncrono. Este dispositivo, chamado Unibus permitia aos dispositivos enviar, receber ou trocar dados sem a necessidade de uma passagem intermediária pela memória. A série PDP-11 foi uma das séries de minicomputadores mais vendidas de sua época e uma das primeiras a executar o SO Unix, desenvolvido nos Laboratórios Bell.

## Evolução

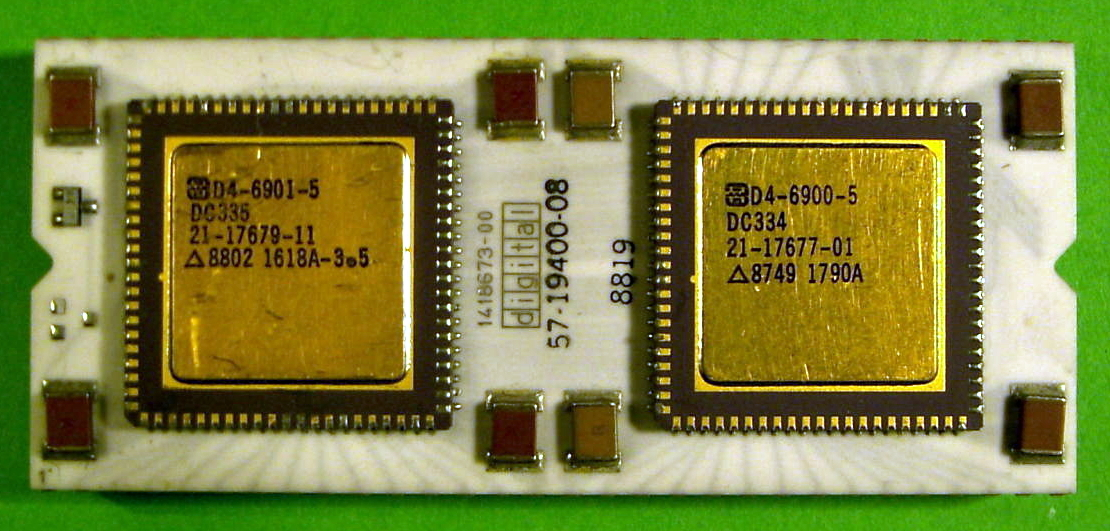
Microprocessador J-11

A série evoluiu com o avanço da tecnologia, passando de uma UCP constituída de circuitos integrados TTL MSI para microprocessadores, como o LSI-11. As últimas versões, do PDP-11/75 em diante, incorporaram o J-11, com registradores duplicados, três pilhas (stacks) (Usuário, núcleo e Supervisor), memória virtual (22 bits), cache e espaços de memória separados para instruções e dados. Era um chip muito ambicioso para a época, mas que nunca chegou a cumprir as expectativas, devido a problemas de projeto e discussões entre a DEC e a Harris Semiconductor, fabricante dos chips.
Durante a Guerra Fria, a arquitetura da série PDP-11 foi clonada na URSS sem autorização do fabricante. Desta forma, programas desenvolvidos para a série podiam ser executados sem problemas nos clones soviéticos.

## Características
- Oito registradores de 16 bits:
  - Os seis primeiros (%0 a %5) de uso geral.
  - O sétimo (%6) é o Stack Pointer (ponteiro da pilha).
  - O oitavo (%7) é o Program Counter (contador de programa).
- Tem um conjunto de instruções altamente ortogonal, com oito modos de endereçamento.
- Possui quatro flags: ZNVC
  - Z=1 significa que o último valor que saiu da ULA é 0.
  - N=1 significa que o último valor que saiu da ULA é negativo.
  - V=1 significa que na última operação da ULA foi produzido um buffer overflow.
  - C equivale ao transporte de saída da última operação da ULA.

## Em Portugal
O PDP 11 foi o primeiro computador utilizado para investigação em Portugal, que foi para a Universidade de Coimbra em 1974 e que, no início dos anos 80 foi abandonado. O computador possui uma disquete com 246k de memória do tamanho de uma roda de automóvel.
Custou a quantia de 650 mil dólares. A disquete usada no computador podia armazenar uma tese universitária com mil páginas, mas com poucos gráficos e fotografias. No entanto, não tinha capacidade para gravar uma fotografia de alta definição.